# Gmina Milejewo
Die Gmina Milejewo ist eine Landgemeinde im Powiat Elbląski der Woiwodschaft Ermland-Masuren in Polen. Ihr Sitz ist das gleichnamige Dorf (deutsch Trunz) mit etwa 500 Einwohnern.

## Geographie
Die Gemeinde liegt im ehemaligen Westpreußen, etwa zehn Kilometer nordöstlich von Elbing in der Moränenlandschaft Wysoczyzna Elbląska (Elbinger Höhe). Die höchsten Erhebungen sind der Srebrna Góra 198,5 m n.p.m. und der Milejewska Góra (Butter-Berg, 196,9 m).

## Gliederung
Die Landgemeinde Milejewo gliedert sich in 13 Dörfer mit Schulzenämtern:
| polnischer Name  | deutscher Name |
| ---------------- | -------------- |
| Huta Żuławska    | Hütte          |
| Jagodnik         | Behrendshagen  |
| Kamiennik Wielki | Groß Stoboy    |
| Majewo           | Maibaum        |
| Milejewo         | Trunz          |
| Ogrodniki        | Baumgart       |
| Piastowo         | Königshagen    |
| Pomorska Wieś    | Pomehrendorf   |
| Rychnowy         | Rückenau       |
| Stoboje          | Stoboy         |
| Wilkowo          | Wolfsdorf Höhe |
| Zajączkowo       | Haselau        |
| Zalesie          | Schönmoor      |

Weitere Ortschaften sind: Jeziorki, Majewo-Kolonia, Rakowo (Rakau), Romanowo, Starodębie und Stodolniki (Teckenort).